# Santiago Otheguy
Santiago Otheguy (Buenos Aires, 1973) es un director de cine argentino.
El cineasta argentino Santiago Otheguy vive en Francia desde 1994 y empezó a imaginar la película cuando estaba trabajando como asistente de dirección de Juan Solanas en Nordeste. Otheguy recibido hoy con cálidos aplausos en la sección paralela Panorama del 57mo. Festival de Berlín, en que presentó su obra La León, sobre la soledad, el aislamiento y la discriminación que sufre un homosexual en Argentina.

## Filmografía
- 2000: Scenarios sur la drogue (La Rampe), con Claude Jade
- 2007: La León, film con Jorge Román, Daniel Valenzuela

## Premios
- Teddy Award (Berlinale 2007): La León.